# Neolebias
Neolebias – rodzaj ryb promieniopłetwych z rodziny Distichodontidae.

## Zasięg występowania
Rodzaj obejmuje gatunki występujące w słodkich wodach Afryki.

## Morfologia
Długość ciała do 4,2 cm.

## Systematyka
Rodzaj zdefiniował w 1894 roku austriacki zoolog Franz Steindachner na łamach Notes from the Leyden Museum. Na gatunek typowy (oznaczenie monotypowe) wyznaczono  Neolebias unifasciatus.

### Etymologia
- Neolebias: gr. νεος neos ‘nowy’[6]; λεβιας lebias ‘gatunek ryby nadającej się do gotowania w kotle’[7].
- Rhabdaethiops: gr. ῥαβδος rhabdos ‘strumień’; rdzeń aethiops (od rodzaju Nannaethiops Günther, 1872)[2]. Typ nomenklatoryczny: Nannaethiops tritaeniatus Boulenger, 1913.
- Micraethiops: gr. μικρος mikros ‘mały’[8]; rdzeń aethiops (od rodzaju Nannaethiops Günther, 1872). Typ nomenklatoryczny: Neolebias ansorgii Boulenger, 1912.

### Podział systematyczny
Do rodzaju należą następujące gatunki:
- Neolebias ansorgii Boulenger, 1912 – etiopka zielona[9]
- Neolebias axelrodi Poll & Gosse, 1963
- Neolebias gossei (Poll & Lambert, 1964)
- Neolebias kerguennae Daget, 1980
- Neolebias lozii Winemiller & Kelso-Winemiller, 1993
- Neolebias philippei Poll & Gosse, 1963
- Neolebias powelli Teugels & Roberts, 1990
- Neolebias spilotaenia Boulenger, 1912
- Neolebias trewavasae Poll & Gosse, 1963
- Neolebias trilineatus Boulenger, 1899 – etiopka trójpręga[10]
- Neolebias unifasciatus Steindachner, 1894